# Maartensbrug
De Maartensbrug is een over de Oudegracht gelegen brug en rijksmonument in de binnenstad van de Nederlandse stad Utrecht.
De stenen Maartensbrug, die vandaag de dag de Zadelstraat en Servetstraat verbindt, is vernoemd naar Sint-Maarten, de schutspatroon van de Dom en van de stad Utrecht. De boogbrug bestaat uit twee overspanningen.

## Geschiedenis
De Maartensbrug is de oudste brug over de Oudegracht en werd tot in de 16e eeuw Borchbrug genoemd. Mogelijk was hier al in de 10e eeuw een houten brug als verbinding tussen de, op en rond het huidige Domplein gelegen, omgrachte bisschoppelijke burcht Trecht en de handelswijk Stathe, die rond de Zadelstraat en Steenweg lag. Lange tijd vormde de Borchbrug de enige toegang tot het burchtterrein. In 1196 is de brug voor het eerst vermeld. Pas rond 1300 kwamen er vier andere bruggen over de Oudegracht bij zoals de Huidenbrug en de Broodbrug (later samen de Stadhuisbrug geworden). Rond de Maartensbrug was het vanaf de bouw eeuwenlang een drukte van belang met markten zoals op de Vismarkt. In 1404 werd voor het eerst een stenen Maartensbrug gebouwd. Op de brug stond in de Middeleeuwen een Onze-Lieve-Vrouwekapel, die tot het Domkapittel behoorde. De kapel verdween na de reformatie. In 1906 werd de brug verbreed ten behoeve van het verkeer; er liep toen tramlijn 2 over de brug.

## Heulen
Op de Maartensbrug werd destijds "geheuld". Jonge boerengeliefden reden dan op zondag met sjees over elke Utrechtse brug. Op iedere brug werd Heul-Heul geroepen, waarna ze elkaar kusten. Wegens het onstichtelijke karakter werd het gebruik verboden.

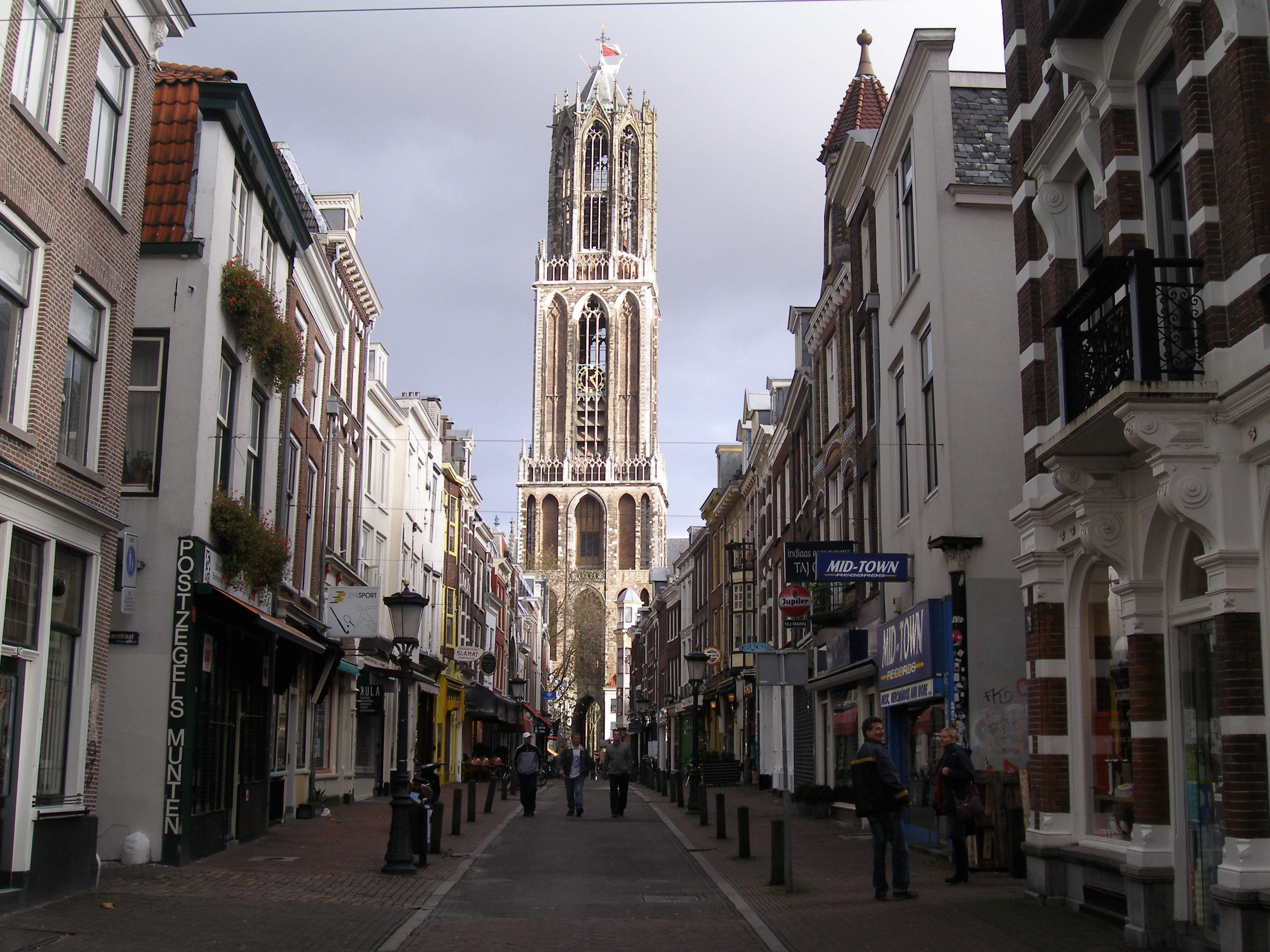
Zadelstraat die over de Maartensbrug leidt naar de Dom van Utrecht
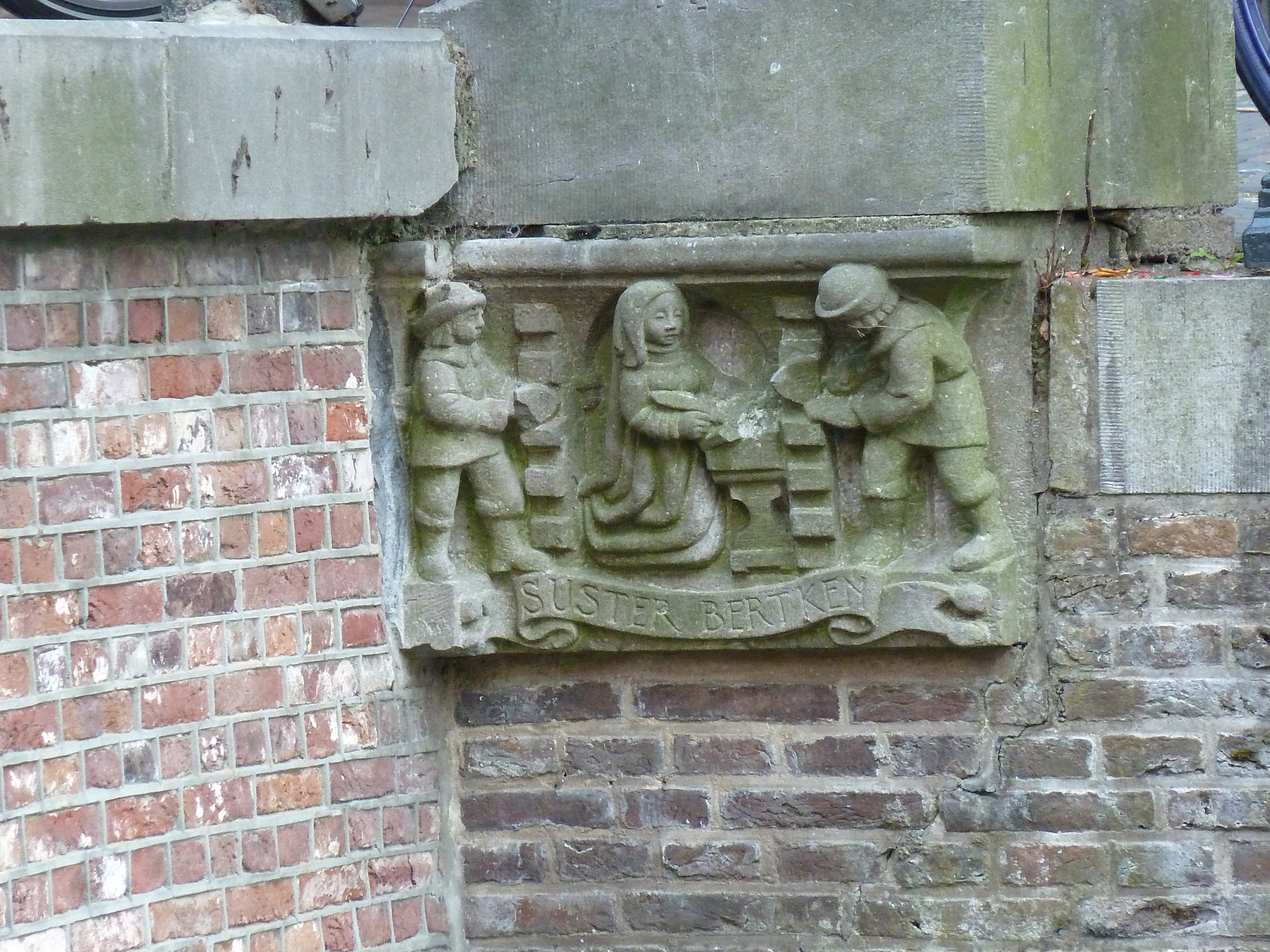
Lantaarnconsole die voor een deel aan de Maartensbrug bevestigd is
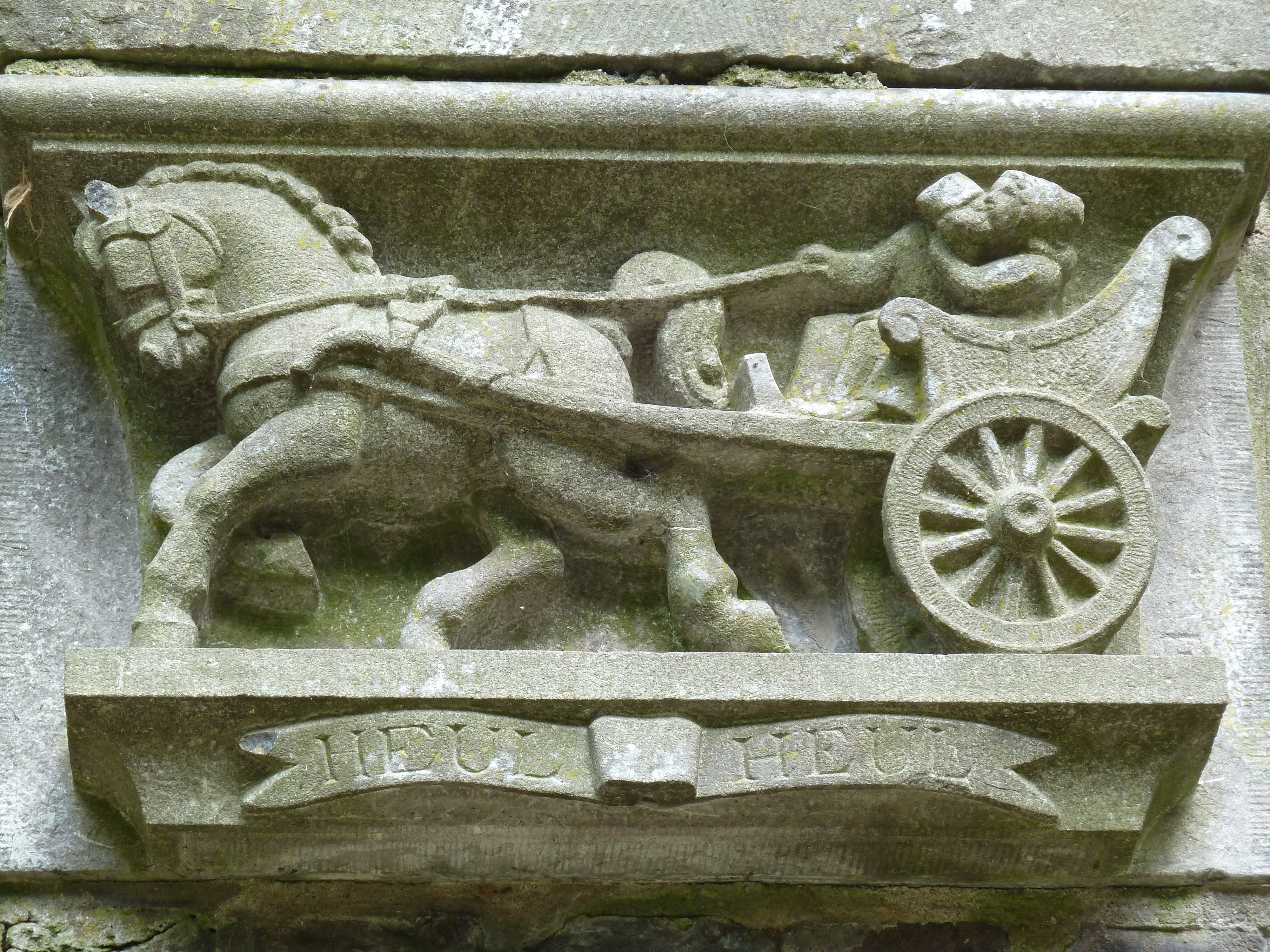
Heulen